# Emilio Consiglio
Emilio Consiglio (Taranto, 20 settembre 1841 – Taranto, 9 novembre 1905) è stato un poeta, scrittore e giornalista italiano.

## Biografia
Nacque a Taranto il 20 settembre 1841 da Francesco Consiglio, uno shipbroker, e Marianna Miraglia.
Fu uno dei protagonisti del giornalismo tarantino, fondando vari periodici dalla breve vita: «La Replica» (1863), «Il Monitore Tarantino» (1872), «La Gazzetta tarantina» (1877), «Il Peripato» (1888) e una seconda «Gazzetta tarantina» (1891). Nel 1866 diresse con Giuseppe De Cesare «La Colomba d'Archita» e nel 1868 affiancò Pietro Pupino Carboncelli alla guida del «Tara». Dal 1895 al 1896 diresse «La Voce del Popolo».
Il suo esordio letterario avvenne nel 1860 con la tragedia Pasquale Bruno, ispirata dall'omonima opera di Dumas padre. In appendice al volumetto vi erano trenta poesie in italiano, che mostrano una forte e poco originale adesione al tardo romanticismo.  Nel 1870 diede alle stampe una tragedia di ambientazione medievale, Jole da Polcenigo; nel volumetto prometteva prossimamente la pubblicazione di altre tre tragedie, Zulica, Alfredo da Brivio e Remo, di cui però non si sa altro e forse nemmeno videro la luce. Altre due tragedie, Maso il montanaro o L'alpigiano (1873) e Ardelia (1886), furono sicuramente rappresentate ma mai date alle stampe . Scrisse anche un atto unico in versi martelliani, Dal detto al fatto v'è un gran tratto (1874), una commedia, L'album di un bugiardo (1882), e un dramma, Clara (1893).
Fu un prolifico poeta, dapprima in lingua italiana, poi a partire dal 1892 anche in dialetto tarantino, ma la maggior parte dei suoi versi rimasero manoscritti e circolarono tra gli amici e i conoscenti; pochi videro la luce sui periodici locali. Michele De Noto, linguista e drammaturgo che fu allievo di Consiglio, ricorda che «tutte le cose sue, anche le più pregevoli, le buttava giù su pezzetti di carta di varia forma e grandezza che il più delle volte finiva col perdere di saccoccia, dopo fattane la lettura a pochi intimi», per poi dolersi del fatto che «di quel ch’ei compose nella poesia nazionale e dialettale, nella drammatica, nel giornalismo paesano, pochissimo potrà raccogliersi».Tuttavia pare che sia stata la povertà a impedirgli di dare alle stampe una raccolta dei suoi componimenti. Solo nel 1907 l'erudito locale Vito Forleo pubblicò una Raccolta di poesie italiane e tarantine di Emilio Consiglio, riunendo ventitré liriche in lingua e ventisette in vernacolo.

## Opere
- Pasquale Bruno, Bari, Tipografia Petruzzelli, 1860.
- Jole da Polcenigo, Taranto, Tipografia Nazionale Misurale, 1870.
- Raccolta di poesie italiane e tarentine di Emilio Consiglio, a cura di Vito Forleo, Taranto, Tipografia Sociale, 1907.